# タマネギバエ
タマネギバエ（学名: Delia antiqua, 英語: onion fly）は汎存性の農作物害虫。幼虫または蛆はタマネギ、ニンニク、および他の植物の鱗茎を食害する。

## 形態と生活

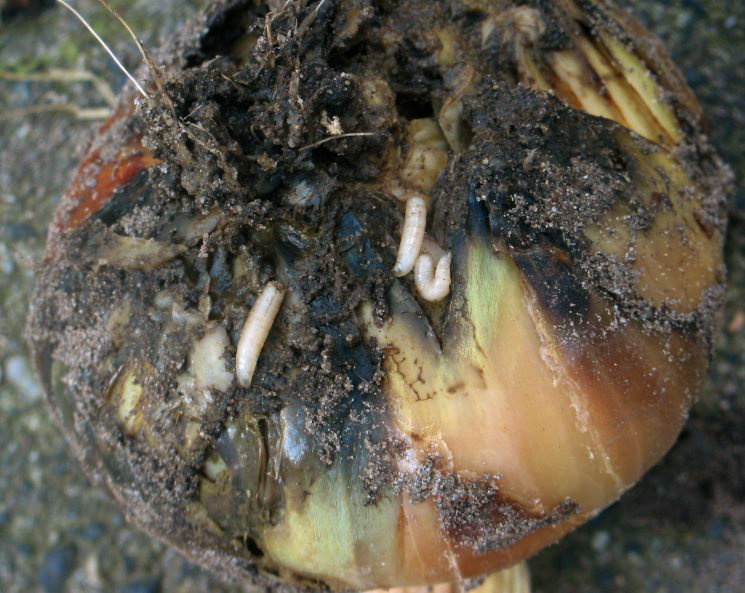
タマネギバエの幼虫によって食害されるタマネギ

タマネギバエは灰色であり、体つきはイエバエと類似している。腹部の縦縞はオス独特のものであり、メスにはない。脚は黒く、翅は透明で、複眼は茶色である。卵は白く楕円形で、宿主植物の地面に近いシュートや葉、鱗茎に複数産み付けられる。白くシリンダー状の形をした幼虫は3から8日で孵化する。幼虫は群れたままの状態を好み、鱗茎に大きな食痕を形成する。時に、複数のメスが産んだ卵から孵化した50匹以上の蛆が1つの鱗茎を食べることもある。幼虫は3回脱皮し、約20日間かけて1.0 cmほどまで成長する。蛹は茶色で、卵型であり長さは7 mmほどである。地中で蛹化し、春世代の蛹期間は2か3週間ほどである。それ以降の世代は蛹のまま地中で越冬する。

## 分布
タマネギバエは北アメリカ、西ヨーロッパ、ロシア、中央アジア、中国、日本、朝鮮半島にかけて分布するが、砂漠には生息していない。分布域北部では年1世代が発生するが、南部では年2から4世代が生じる。

## 経済的重要性
幼虫はタマネギ、ニンニク、チャイブ、エシャロット、リーキおよび他種草花の鱗茎を食害する。幼虫の第1世代は宿主植物が小さい時に発生し、特に雌の長い幼虫期間の為に最も損害が大きくなる。タマネギやリーキの苗は時に大きく食害され、タマネギやエシャロットがやせ細ってしまう。湿った寒春では幼虫の成長が遅くなるため、損害が比較的小さくなる。食害を受けた植物は葉が黄変し、鱗茎が（湿った場合は特に）急速に腐敗し始める。輪作、種子処理、早まきや早植え、食害された植物の発見・除去、および秋に圃場を耕起して地中の蛹を殺すといった対策が有効である。

## 関連文献
- Harris, M; Miller, J (1988). “Host-acceptance behaviour in an herbivorous fly, Delia antiqua”. Journal of Insect Physiology 34 (3):  179–90. doi:10.1016/0022-1910(88)90048-0.
- Harris, Marion O.; Miller, James R. (July 1983). “Color Stimuli and Oviposition Behavior of the Onion Fly, Delia antiqua (Meigen) (Diptera: Anthomyiidae)”. Annals of the Entomological Society of America 76 (4):  766–71. doi:10.1093/aesa/76.4.766.  オリジナルの2013-01-26時点におけるアーカイブ。 2010年12月6日閲覧。.